# NGC 7318
NGC 7318（也稱為UGC 12099/UGC 12100或HCG 92d/b）是在飛馬座的方向上，距離3億光年遠的一組星系。他門是著名的，正在進行碰撞的史蒂芬五重星系成員。
史匹哲太空望遠鏡揭露了星系群間巨大衝擊產生的激波，在圖片右邊壯觀的綠色弧線是一個星系以每小時數百萬英里的速度撞向另一個星系產生的。當NGC 7138B和NGC 7138A撞擊時，氣體從星系團中被拋出，氫原子被激震波加熱，導致綠色的光輝，在這裡看見的氫分子是曾經被觀測到的中最動盪不安的。這種現象是德國海德堡的馬克斯普郎克核子物理學院的一個國際科學家團隊發現的。最值得注意的事實是，這樣的碰撞可以幫助我們了解在100億年前的早期宇宙當星系形成時發生了甚麼事。

## 外部連結
- 在飛馬座的希克森 92
- SIMBAD: VV 288 -- Interacting Galaxies
- SIMBAD: UGC 12100 -- Interacting Galaxies